# 콜레시스토키닌
콜레시스토키닌(Cholecystokinin)은 CCK 혹은 CCK-PZ라고 불리기도 한다. 이는 그리스어에서 유래한 것으로, Chole는 '쓸개즙', Cysto는 '주머니', Kinin은 '움직임'을 뜻한다. 즉, '쓸개 주머니(쓸개)를 움직이는 것'이라는 뜻. 콜레시스토키닌은 소화기계에서 지방이나 단백질을 소화하는 것을 촉진하는 '펩티드 호르몬'이다.